# Siseme alectryo
Siseme alectryo is een vlindersoort uit de familie van de prachtvlinders (Riodinidae), onderfamilie Riodininae.
Siseme alectryo werd in 1851 beschreven door Westwood.